# ملبيغة كوبية
ملبيغيا كوبية (الاسم العلمي:Malpighia cubensis) هي نوع من النباتات يتبع جنس الملبيغيا من الفصيلة الملبيغية.